# Eerste Kamerverkiezingen 2023/Kandidatenlijst/Forum voor Democratie
De kandidatenlijst voor de Eerste Kamerverkiezingen van 2023 van de lijst Forum voor Democratie (lijstnummer 1) is na controle door de Kiesraad als volgt vastgesteld.
Opvallend is het aantal Tweede Kamerleden (Kerseboom, Baudet en Van Meijeren) en Europarlementariërs (De Graaff) op de lijst, omdat deze functies onverenigbaar zijn met het lidmaatschap van de Eerste Kamer.

## Lijst
1. Johan Dessing
2. Joris van den Oetelaar
3. Simone Kerseboom
4. Tom Russcher
5. Anton van Schijndel
6. Rebecca de Knegt
7. Joyce Vastenhouw
8. Sid Lukkassen
9. Annemarie van der Kolk
10. Peter Vermaas
11. Yvonne Daamen
12. Martin Bos
13. Marcel de Graaff
14. Vera Lubbers
15. Albert van Dijk
16. Remco Roelofs
17. Jozef Minkels
18. Anita van Iperen
19. Kees Claassen
20. Ewald Kegel
21. Anton de Lange
22. Theo Heller
23. Gideon van Meijeren
24. Paul Cliteur
25. Thierry Baudet

FVD · VVD · CDA · GroenLinks · D66 · PvdA · PVV · SP · ChristenUnie · Partij voor de Dieren · 50PLUS · SGP · OPNL · JA21 · BBB · Volt